# NGC 5811
NGC 5811 ist eine Balkenspiralgalaxie vom Hubble-Typ SBm im Sternbild Jungfrau. Sie ist schätzungsweise 69 Millionen Lichtjahre von der Milchstraße entfernt.
Sie wurde am 12. April 1864 von Albert Marth entdeckt.